# Patrizia Toia

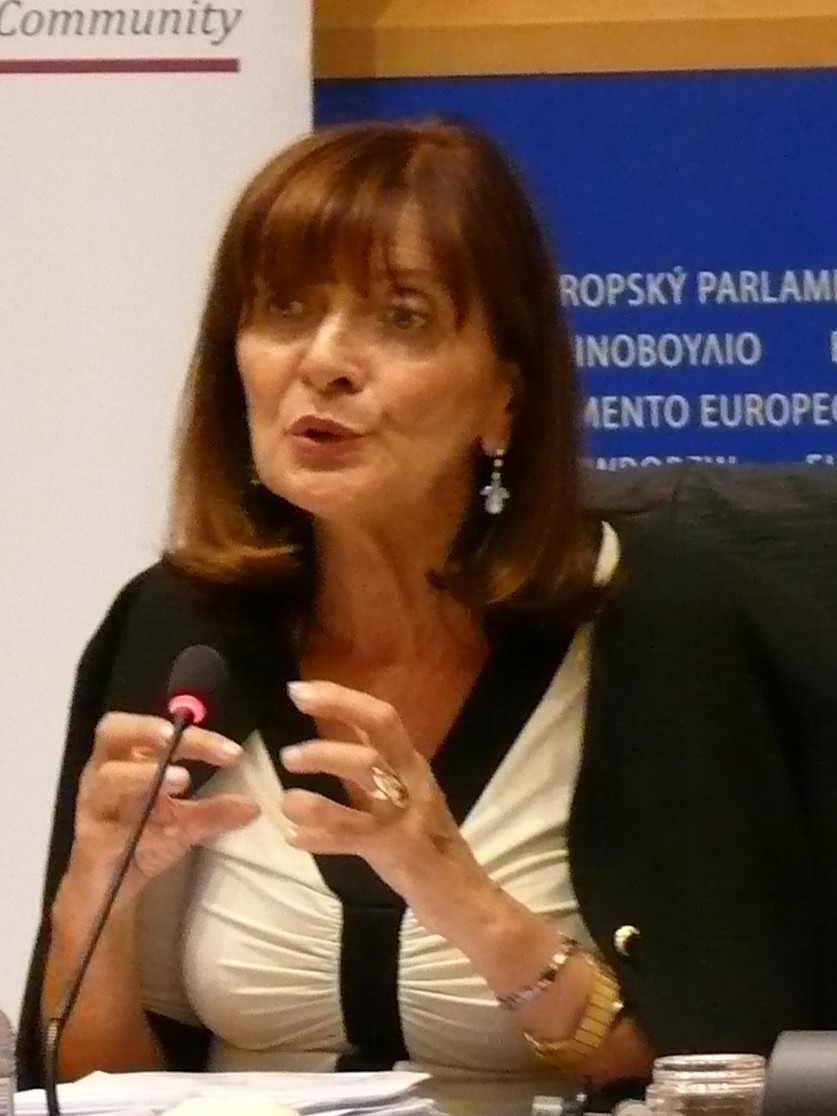
Patrizia Toia 2013

Patrizia Toia este un om politic italian, membru al Parlamentului European în perioada 2004-2009 din partea Italiei.
1. ↑   https://www.europarl.europa.eu Lipsește sau este vid: |title= (ajutor)
2. 1 2  Deputații în Parlamentul European
3. ↑  Deputații în Parlamentul European
4. ↑  senato.it, accesat în 25 ianuarie 2022